# Rafferti
Rafferti (russisk: Рафферти) er en sovjetisk spillefilm fra 1980 af Semjon Aranovitj.

## Medvirkende
- Oleg Borisov som Jack Rafferty
- Jevgenija Simonova som Jill Hart
- Larisa Malevannaja som Martha
- Armen Dzhigarkhanyan som Tommy Farrichetti
- Aleksandr Kajdanovskij som Ames